# Manone il ladrone
Pour plus de détails, voir Fiche technique et Distribution.
Manone il ladrone est une comédie d'action italienne réalisée par Antonio Margheriti, sortie en 1974.

## Fiche technique
- Titre original : Manone il ladrone
- Réalisateur : Antonio Margheriti
- Scénario : Giovanni Simonelli, Antonio Margheriti[1]
- Photographie : Claudio Cirillo[2]
- Montage : Otello Colangeli[2]
- Musique : Carlo Savina[1]
- Décors : Giorgio Postiglione[3]
- Producteur : Turi Vasile
- Société de production : Compagnia Cinematografica Champion, Laser film[1]
- Pays de production :  Italie
- Langue de tournage : italien
- Format : Couleur technicolor - 2,35:1 - Son mono - 35 mm
- Durée : 99 minutes (1h39)[1]
- Genre : Comédie d'action[1]
- Dates de sortie :
  - Italie : 1974

## Distribution
- Fernando Bilbao : Manone
- Rosalba Grottesi (it) : Rosina
- Flavio Colombaioni : Angelo
- Renato Baldini : le commissaire
- Ileana Rigano : la prostituée
- Pupo De Luca (it) : le frère
- Dino Cassio
- Ugo Fangareggi : le voleur génois
- Franco Ressel : l'avocat
- Salvatore Puntillo : le policier
- Omero Capanna : le tueur à gages[1]